# Hoplia endroedii
Hoplia endroedii är en skalbaggsart som beskrevs av Vladimir Balthasar 1956. Hoplia endroedii ingår i släktet Hoplia och familjen Melolonthidae. Inga underarter finns listade i Catalogue of Life.